# Łomianki
Pour les articles homonymes, voir Łomianki (homonymie).
Łomianki [wɔˈmʲaŋkʲi] est une ville de Pologne, située dans la voïvodie de Mazovie.
Elle est le chef-lieu (siège administratif) de la gmina de Łomianki, dans le powiat de Varsovie-ouest.
La ville se situe à environ 15 kilomètres au nord-est d'Ożarów Mazowiecki et 16 kilomètres au nord-ouest de Varsovie.